# Banu al-Manasir
Els Banu al-Manasir (en singular Banu al-Mansuri) són mitja dotzena de tribus o fraccions de tribu establertes a l'Aràbia oriental i del sud, a Jordània, Sudan i Algèria. La fracció d'Aràbia es considera descendent de Kahtan i, per tant, purament àrab. La tribu de Jordània diu que antigament fou cristiana. A Algèria viuen a la costa entre Ténès i Cherchell i han estat berberitzats. A Aràbia viuen entre Oman i Nadjran (en una distància de 1500 km) junt als Banu Murra, i encara que són lleials als saudites, no són wahhabites.